# Angebliche Fahrradzeichnung Leonardo da Vincis

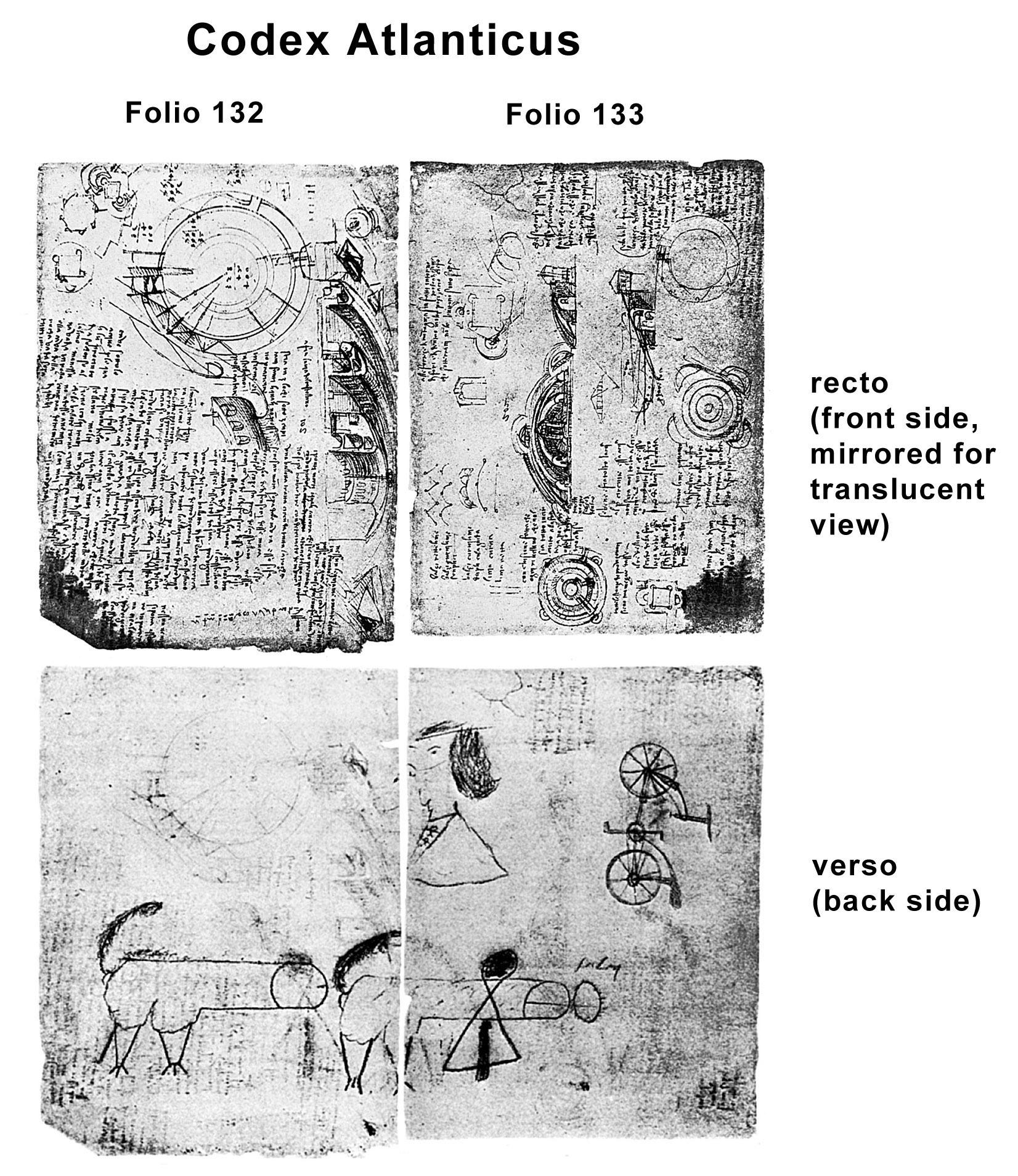
Abbildung des Fahrrades im Seitenzusammenhang

Das Fahrrad ist eine Zeichnung auf der Rückseite eines Skizzenblattes von Leonardo da Vinci, die 1974 im Codex Atlanticus gefunden wurde. Würde die Zeichnung von da Vinci stammen, wäre er der Erfinder des Fahrrads gewesen. Allerdings kamen früh Zweifel an der Zuschreibung auf; die Skizze gilt heute als Fälschung.

## Fundgeschichte
Die Skizze wurde 1974 in Leonardos Codex Atlanticus gefunden, einer im 16. Jahrhundert zusammengestellten Sammlung von losen Blättern Leonardos. Sie fand sich dort auf der Rückseite eines Manuskripts von Leonardo. Eine Gruppe von Mönchen unter Leitung des Lexikographen Augusto Marinoni schloss eine Restaurierung des Codex ab und präsentierte in dem Zuge den Fund der Zeichnung eines fahrradähnlichen Gefährts.

## Beschreibung
Die Zeichnung wird mit dem Rest des Codex in der Biblioteca Ambrosiana in Mailand aufbewahrt.
Die Bleistiftzeichnung zeigt ein Gefährt mit zwei Rädern. Bei beiden sind je acht Speichen dargestellt. Es verfügt über Gabel, Pedale, eine Kette, starre Lenkstange und einen Sattel. Durch die starre Lenkstange scheint eine Lenkung unmöglich. Die Geometrie macht ein Treten ebenfalls unmöglich.

## Wirkung

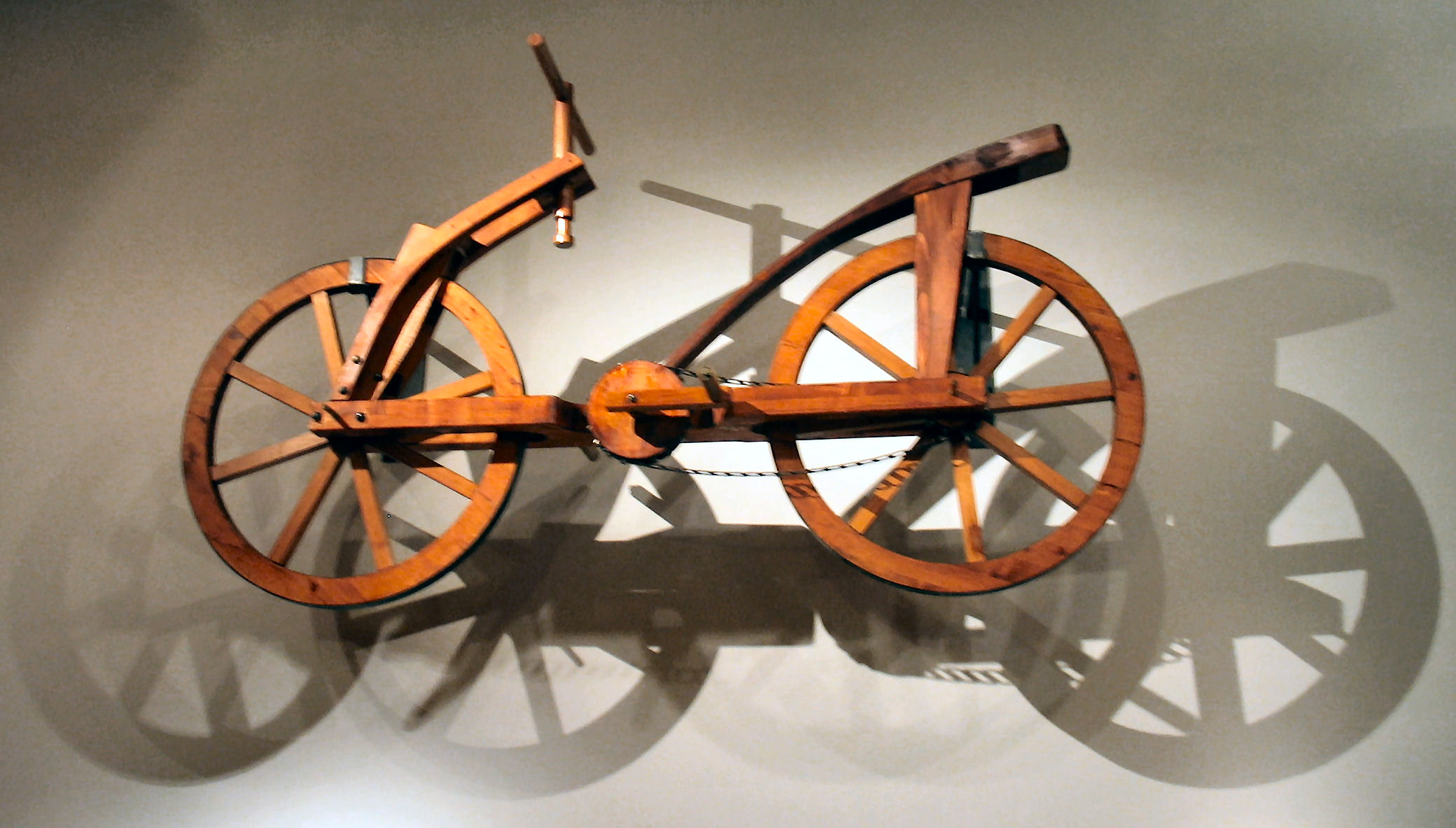
Der Skizze entsprechender Nachbau

Das Fahrrad wurde aufgrund der von Leonardo abweichenden Zeichnungsart schnell seinem Schüler Francesco Melzi zugeschrieben. Beispielsweise übernahm das Nachrichtenmagazin Der Spiegel 1974 diese These.
Das Fahrrad ist häufig nachgebaut worden, unter anderem von dem Modellbauer Giovanni Sacchi.
1993 verfasste der mexikanische Autor Paco Ignacio Taibo II den Roman La bicicleta de Leonardo (Das Fahrrad des Leonardo da Vinci), für den er 1994 den Preis Premio Hammett erhielt.

## Nachweis der Fälschung
Mittlerweile gilt als anerkannt, dass es sich bei der Zeichnung um eine Fälschung handelt. So wurde der die Zeichnung enthaltende Codex bereits in den 1960er Jahren von Carlo Pedretti durchgesehen, dabei aber nichts von einer Zeichnung eines Fahrrades erwähnt.
Im Rahmen der Internationalen Fahrradgeschichtekonferenz an der Glasgow School of Art 1997 wies der Forscher Hans-Erhard Lessing diesen Sachverhalt nach und nahm an, dass eine von Leonardo gezeichnete Brunneneimerkette die Fälschung inspiriert habe.